# Гірничо-металургійна академія імені Станіслава Сташиця
Гірничо-металургійна академія ім. Станіслава Сташиця (пол. Akademia Górniczo-Hutnicza im. Stanisława Staszica) розташовується в Кракові, Польща. 

## Загальна інформація

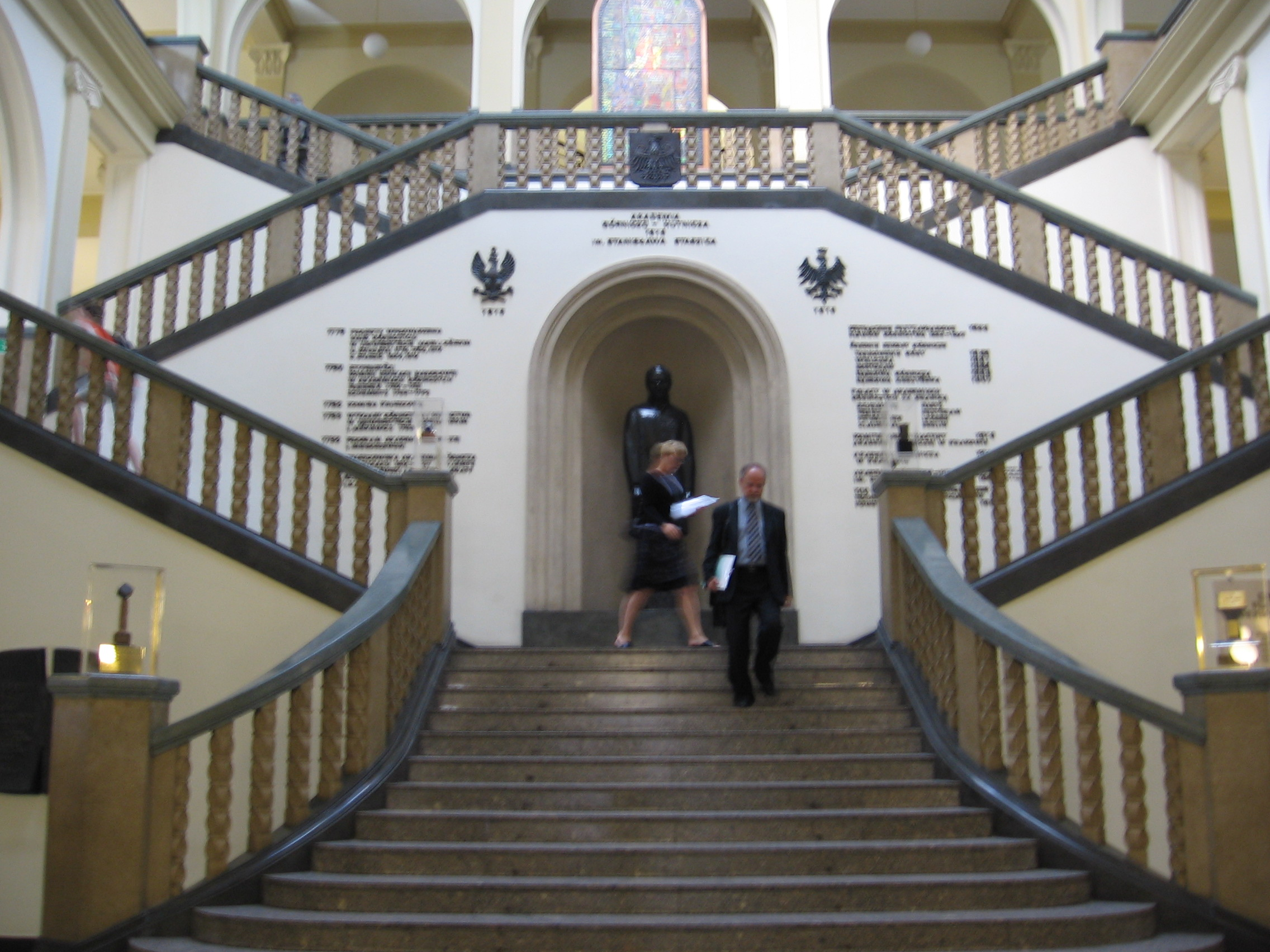
У приміщенні Гірничо-Метарургійної академії ім. Сташиця.

Заснована у 1919 р. Станіслав Сташиць (пол. Stanisław Staszic, 6 листопада 1755 — 20 січня 1826) — польський громадський і освітній діяч, філософ, публіцист.
Академія є найбільшим навчальним закладом гірничо-металургійного профілю в Польщі.
Академія пов'язана з діяльністю видатного українського металурга та громадського діяча І. А. Фещенко-Чопівського. У будинку гірничо-металургійної академії в Кракові (всередині) знаходиться присвячена йому меморіальна дошка.

## Структура
Станом на 2004 p., має 14 відділів:
- гірничий,
- металургії та матеріалознавства,
- електротехніки, автоматики, електроніки та інформатики,
- механіки та робототехніки,
- геології, геофізики та охорони довкілля,
- гірничої геодезії,
- кераміки,
- ливарної справи,
- кольорових металів,
- буріння,
- нафти і газу,
- палива та енергії,
- прикладної математики та ін.

## Відомі випускники
- Францишек Каїм
- Веслав Дзяловський